# Georges Lannes
Georges Henri Charles Abraham dit Georges Lannes, né le 27 octobre 1895 dans le 10e arrondissement de Paris et mort le 8 juillet 1983 dans le 17e arrondissement, est un acteur et réalisateur français.

## Biographie
Il est le frère du dessinateur Pol Rab.
Il est domicilié 40 rue Dulong à Paris,.
Pendant la Première Guerre mondiale, il est affecté au 1er régiment du génie. Il est nommé caporal le 1er février 1916. Breveté pilote le 2 mars 1917, il est fait prisonnier le 19 septembre 1917. Le 29 décembre 1918, il est rapatrié d'Allemagne.
Après l'arrivée du cinéma parlant, il reste pendant six ans éloigné des écrans.

## Filmographie

### Cinéma

#### Comme acteur
- 1920 : Le Droit de tuer de Charles Maudru : le Docteur Mortagne
- 1920 : L'Holocauste de Maurice de Marsan et Charles Maudru : André Varennes
- 1920 : La Double Épouvante de Charles Maudru : Vétheuil
- 1920 : Le Lys rouge de Charles Maudru : Robert Le Ménil
- 1920 : Près des cimes de Charles Maudru : le séducteur
- 1920 : Le Gouffre de Charles Maudru
- 1920 : Papillons d'Émile-Édouard Violet : André
- 1921 : Le Traquenard de Maurice de Marsan : Pierre Bréville
- 1921 : Le Jockey Disparu de Jacques Riven : Edward Brockwell
- 1921 : L'Assommoir de Charles Maudru et Maurice de Marsan [7]  : Lantier
- 1921 : Cendrillon de Charles Maudru
- 1921 : L'Infante à la rose de Henry Houry : Don Luis d'Arbona
- 1921 : Le Talion de Charles Maudru : Lucien Delord
- 1921 : Un aventurier de Charles Maudru : Georges Stevens
- 1921 : Prisca de Gaston Roudès : Richard Dorlac
- 1922 : Les Mystères de Paris de Charles Burguet [8] : le prince Rodolphe
- 1923 : Au-delà de la mort (Mas allà de la muerte) de Benito Perojo
- 1925 : L'Éveil de Gaston Roudès et Marcel Dumont : Xavier Lecoeur
- 1925 : L'Abbé Constantin de Julien Duvivier : Jean Renaud
- 1925 : Comment j'ai tué mon enfant de Alexandre Ryder : l'abbé Firmin
- 1927 : André Cornélis de Jean Kemm (tourné en sept époques) : Jacques Termonde
- 1928 : L'Âme de Pierre de Gaston Roudès : Pierre Laurier
- 1929 : Le Collier de la reine de Gaston Ravel et Tony Lekain : le Cardinal de Rohan
- 1937 : La Citadelle du silence de Marcel L'Herbier
- 1937 : Abus de confiance d'Henri Decoin : l'homme du cimetière
- 1938 : Alexis gentleman chauffeur de Max de Vaucorbeil : Justin
- 1938 : Hercule d'Alexander Esway : Martial
- 1938 : L'Entraîneuse de Albert Valentin : Philippe de Lormel
- 1938 : Ma sœur de lait de Jean Boyer : Navetski
- 1938 : Le Ruisseau de Maurice Lehmann : Ricardo
- 1938 : S.O.S. Sahara de Jacques de Baroncelli : Jacquard
- 1938 : Belle Étoile de Jacques de Baroncelli : M. Albert
- 1939 : Noix de coco de Jean Boyer : Lieberkrantz
- 1939 : Fric-Frac de Maurice Lehmann : Fernand
- 1939 : Circonstances atténuantes de Jean Boyer : "Coup de Chasse"
- 1939 : Narcisse de Ayres d'Aguiar : le Commandant
- 1939 : Macao, l'enfer du jeu de Jean Delannoy : Le Capitaine
- 1939 : L'Émigrante de Léo Joannon : Tino
- 1939 : Sans lendemain de Max Ophüls : Pierre Mazuraud
- 1940 : Le Collier de chanvre de Léon Mathot : le Colonel Raverscourt
- 1941 : Départ à zéro de Maurice Cloche : l'inspecteur Gaspard
- 1941 : Les Hommes sans peur d'Yvan Noé : Gérard
- 1941 : La Neige sur les pas d'André Berthomieu : André Norans
- 1942 : La Croisée des chemins de André Berthomieu : Félix Chassal
- 1942 : Ne le criez pas sur les toits de Jacques Daniel-Norman : Cartier
- 1942 : L'assassin a peur la nuit de Jean Delannoy : Paluaud
- 1943 : Le mort ne reçoit plus de Jean Tarride : le procureur
- 1944 : Le Bossu de Jean Delannoy : Stanpitz
- 1945 : Tant que je vivrai de Jacques de Baroncelli : Miguel Brennan
- 1945 : Master Love de Robert Péguy : Ribero
- 1945 : Peloton d'exécution d'André Berthomieu
- 1946 : Le Fugitif de Robert Bibal : Lechartier
- 1946 : La Rose de la mer de Jacques de Baroncelli : M. Pierre
- 1946 : On ne meurt pas comme ça de Jean Boyer : le Docteur Forestier
- 1947 : Mademoiselle s'amuse de Jean Boyer : Georgey
- 1947 : Danger de mort de Gilles Grangier : Ceccaldi
- 1948 : Le Mystère Barton de Charles Spaak : Patrick
- 1949 : Le Roi Pandore de André Berthomieu : Adrien
- 1950 : La Petite Chocolatière de André Berthomieu : Lapistalle
- 1950 : Nous irons à Paris de Jean Boyer : le directeur de la radio
- 1950 : Mademoiselle Josette, ma femme d'André Berthomieu : M. Dupré
- 1950 : Pigalle-Saint-Germain-des-Prés d'André Berthomieu : l'inspecteur
- 1950 : On demande un bandit de Henri Verneuil - (court métrage)
- 1950 : L'Art d'être courtier de Henri Verneuil - (court métrage)
- 1951 : Garou-Garou, le passe-muraille de Jean Boyer : le directeur de la "Santé"
- 1951 : Nous irons à Monte-Carlo de Jean Boyer : le détective
- 1951 : Monte-Carlo baby de Jean Boyer et Lester Fuller (version anglaise du film précédent) : le détective
- 1951 : La nuit est mon royaume de Georges Lacombe : le Docteur Vangeois
- 1951 : Jamais deux sans trois d'André Berthomieu : M. Monthon
- 1952 : Coiffeur pour dames de Jean Boyer : M. Brochand
- 1952 : Moulin Rouge de John Huston : le Sergent Pathou
- 1952 : Rires de Paris de Henri Lepage
- 1953 : Secrets d'alcôve de Jean Delannoy, dans le sketch : Le lit de la Pompadour : le second président
- 1953 : Le Défroqué de Léo Joannon : le Colonel
- 1953 : Une vie de garçon de Jean Boyer : M. Chapuis
- 1953 : Lucrèce Borgia de Christian-Jaque : l'ambassadeur
- 1954 : La Castiglione de Georges Combret : Mocquart
- 1954 : Escale à Orly de Jean Dréville : le commissaire Ludo
- 1954 : Pas de souris dans le bizness de Henri Lepage
- 1955 : Les Duraton de André Berthomieu : Hubert Fournier, directeur de "Radio-Monde"
- 1955 : Marie-Antoinette reine de France de Jean Delannoy : D'Avaray
- 1955 : Les Nuits de Montmartre de Pierre Franchi
- 1955 : Toute la ville accuse de Claude Boissol : le maire
- 1955 : Le Crâneur de Dimitri Kirsanoff : le commissaire Gorlet
- 1956 : L'Homme et l'Enfant de Raoul André : le commissaire Denis
- 1956 : Paris, Palace Hôtel de Henri Verneuil : M. Desmoulin, un client
- 1956 : Mademoiselle et son gang de Jean Boyer : le commissaire
- 1957 : OSS 117 n'est pas mort de Jean Sacha : Anthony Lead
- 1957 : Une manche et la belle de Henri Verneuil - Le représentant
- 1957 : Sénéchal le magnifique de Jean Boyer : M. Castel-Boissac
- 1957 : Le Cas du docteur Laurent de Jean-Paul Le Chanois : le Docteur Ripert
- 1958 : Rapt au Deuxième Bureau de Jean Stelli : le Colonel Durand
- 1958 : Maigret tend un piège de Jean Delannoy : Maître Lieutard, avocat
- 1961 : Par-dessus le mur de Jean-Paul Le Chanois : le beau-père
- 1961 : Le Comte de Monte-Cristo de Claude Autant-Lara : le président

#### Comme réalisateur
- 1923 : Le Petit Jacques - Coréalisateur (avec Georges Raulet) - Film tourné en deux époques ("Un meurtre", "Le martyre de Rambert")
- 1925 : L'Orphelin du cirque - Film tourné en quatre époques pendant les déplacements du cirque Ancillotti

### Télévision
- 1956 : En votre âme et conscience, épisode : L'Affaire Lesnier de Jean Prat
- 1958 : En votre âme et conscience, épisode : L'Affaire Verkammen de Jean Prat
- 1959 : Les Trois Mousquetaires de Claude Barma

## Théâtre
- 1942 : Mégarée de Maurice Druon, mise en scène Samson Fainsilber, théâtre de Monte-Carlo (Monaco)
- 1946 : Mégarée de Maurice Druon, mise en scène Jean Mercure, théâtre du Vieux-Colombier
- 1947 : Nous irons à Valparaiso de Marcel Achard, mise en scène Pierre Blanchar, théâtre de l'Athénée
- 1948 : Nous irons à Valparaiso de Marcel Achard, mise en scène Pierre Blanchar, théâtre des Ambassadeurs